# Емпатія
Емпа́тія (англ. empathy від (грец. patho) — співпереживання) — розуміння стосунків, почуттів, психічних станів іншої особи в формі співпереживання.
Слово емпатія походить від давньогрецького ἐμπάθεια  ( empatheia, що означає «фізична прихильність або пристрасть»). Це слово складається з ἐν (префікс «ем» означає спрямований (скерований) усередину.) і πάθος ( патос, «пристрасть» або «страждання»). Теодор Ліппс адаптував німецький естетичний термін Einfühlung («відчуття») до психології в 1903 році, і Едвард Б. Тітченер переклав Einfühlung англійською як «емпатія» в 1909 році. Новогрецькою мовою εμπάθεια може означати дещо протилежне до емпатії, залежно від контексту, упередження, ворожість, зловмисність або ненависть. Новогрецькою мовою емпатія —  ενσυναίσθηση.
Емпатія може бути розглянута як афективна (емоційна) форма ідентифікації. Якщо при ідентифікації стан іншої людини визначається на основі раціональної інтерпретації, то при емпатії — на основі емоційного співпереживання. Емпатія пов'язана з прийняттям іншої людини такою, якою вона є. Її також називають емоційним резонансом на переживання іншої людини. Емпатія базується на почуттях і не залежить від інтелектуальних здібностей.
Значення емпатії:
- хто уважно слухає, той може зрозуміти, що думає, відчуває інший (це зближує людей);
- емпатія підтримує сприйняття іншого таким, який він є;
- емпатія дозволяє краще розуміти інших, приносить їм радість з того, що хтось їх розуміє.

## Види емпатії
Виділяють такі види емпатії:

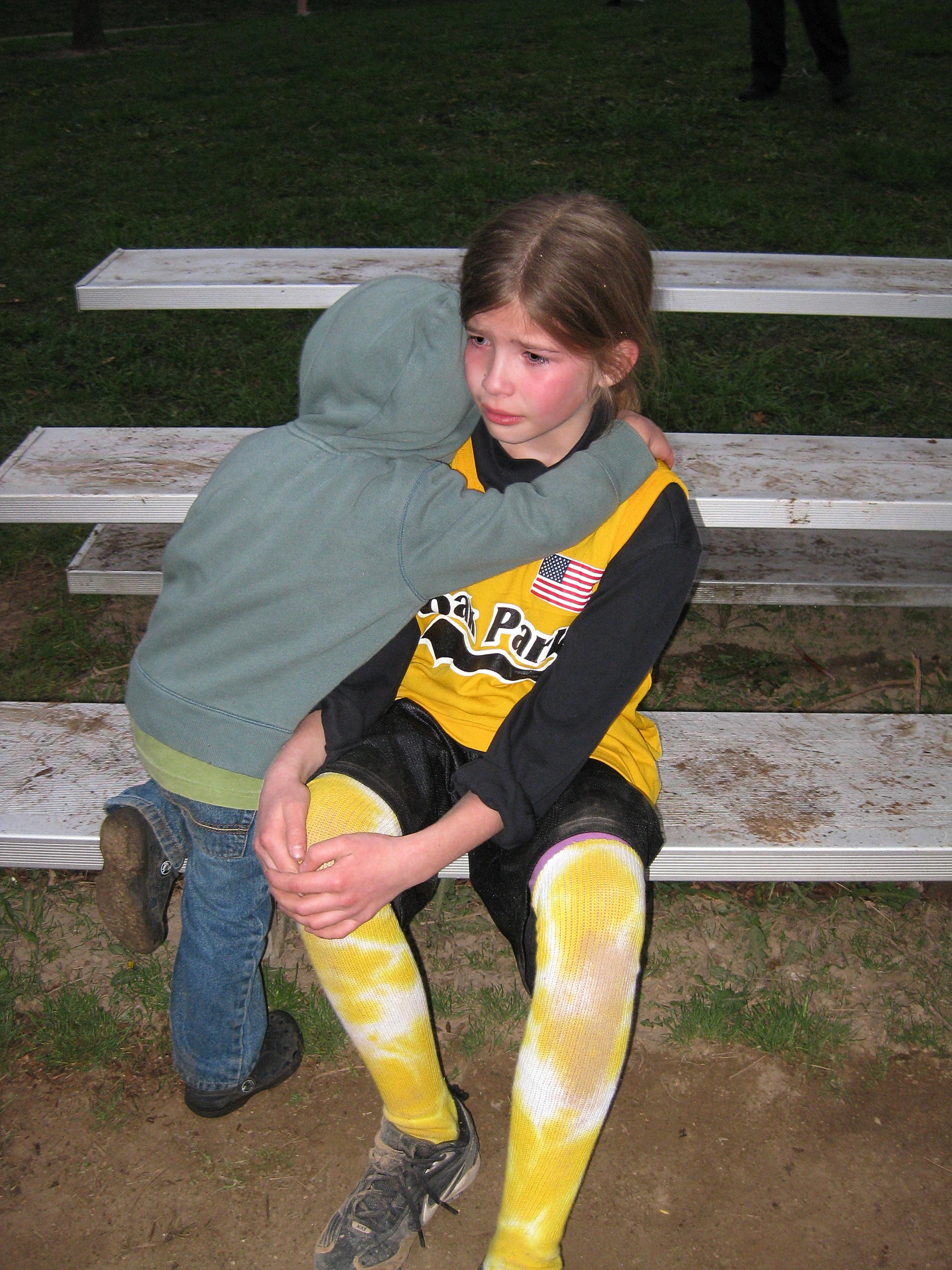
Обіймання травмованого

- Емоційна емпатія, заснована на механізмах проєкції і наслідування моторних і афективних реакцій іншої людини.
- Когнітивна емпатія базується на інтелектуальних процесах — порівняння, аналогія тощо.
- Предиктивна емпатія проявляється здатністю людини передбачати афективні реакції іншої людини в конкретних ситуаціях.

Як особливі форми емпатії виділяють співпереживання і співчуття:
Співпереживання — це переживання суб'єктом тих же емоційних станів, які відчуває інша людина, через ототожнення з нею.
Співчуття — один з соціальних аспектів емпатії, формалізована форма вираження свого стану з приводу переживань іншої людини.

## Емпатія (в контексті проблеми духовності)
У контексті духовного розвитку особистості ми розглядаємо емпатію як:
1) здатність людини:

а) перейматися почуттями та переживаннями іншої особи (істоти);

б) реалізовувати свою потребу у безкорисливому створенні сприятливих умов для позитивного емоційного стану та життєдіяльності особи (істоти), що потребує підтримки;
2) один із системотворчих компонентів гуманістичної складової духовності;
3) як один з показників високого рівня розвитку гуманістичної складової духовності та духовності в цілому, якщо емпатійний процес у переважній більшості випадків завершується гуманним вчинком суб'єкта емпатії.

### Поняття «емпатія» в психології
У дослідженнях проблеми емпатії провідні науковці виокремили два основних напрями: когнітивний та емотивний.
Представники когнітивного напряму розуміють емпатію як інтелектуальний процес пізнання іншої людини через аналіз її особистісних якостей. За такого підходу емпатія визначається як усвідомлення внутрішнього світу іншої людини (Карамуратова Р., 1986). Серед прихильників цього напряму існує погляд на емпатію як на інтуїтивне пізнання емоційного стану іншої людини (Ковалев А., 1975, Шибутані Т., 1969).
Представники другого напряму трактують емпатію як емоційний стан, що виникає у людини як відгук на переживання іншої особи, як здатність перейматися емоційним станом іншої людини (Гаврилова Т, 1975, Пашукова Т., 1985, Рузська А., 1975).
Чимало психологів розглядають емпатію як процес, у якому інтелектуальні й емоційні сторони становлять органічну єдність (Бодальов О., 1975, Ковалев А., 1975, Селіванов Р., 1984, Стрелкова Л., 1987).
Деякі дослідники відокремлюють не лише когнітивний та емотивний, а й діяльнісний компонент емпатійної взаємодії або дієву емпатію, яка відрізняється активним сприянням, допомогою іншій особі (Л. Джрназян, 1984,М. Обозов, 1981, Н. Саржвеладзе, 1975).
Наш науковий погляд на психологічний зміст емпатії збігається з думкою дослідника М. Обозова (1979), який розглядає сприяння іншій особі не як компонент емпатії, а як вищу форму її прояву з одного боку та — як заключну фазу емпатійного процесу — з іншого.
Результати аналізу літератури свідчать, що поза увагою дослідників залишилося питання феномену емпатії в контексті духовності. По-перше, не визначено функціональні зв'язки емпатії з іншими структурними компонентами духовності. По-друге, не окреслена психологічна дефініція поняття «емпатія» як компонента духовності. Крім того, емпатійне ставлення розглядається лише щодо представників роду людського. У подальшому викладі результатів дослідження ми виходитимемо з одного з основних постулатів нашої концепції духовності, згідно з яким гуманне ставлення (зокрема й емпатійне ставлення) виявляється не лише до людей, а й до будь-якої живої істоти.
Вважається, що емпатія відбувається за рахунок емоційного реагування на зовнішні, часто майже непомітні, прояви емоційного стану іншої людини — вчинки, мова, мімічні реакції, жести і так далі

### Психологічний механізм перебігу емпатійного процесу
Для того, щоб пізнати психологічну сутність емпатії як компонента духовності ми визначили особливості виникнення та перебігу емпатійного процесу.
Емпатійна взаємодія виникає в разі наявності трьох основних її чинників:
1. Емпатогенна ситуація, тобто, ті обставини, які спричинили у певної особи (істоти) особливий емоційний стан та потребу у підтримці з боку іншої особи. Такі ситуації можуть бути як психотравмуючими, так і приємними. Відповідно, емоції мають негативний або позитивний характер.
2. Об'єкт емпатії, тобто, особа (істота), яка потребує підтримки або сприяння.
3. Суб'єкт емпатії, тобто, особа, у якої виникають певні переживання щодо об'єкта емпатії, а також є здатність надати відповідну підтримку.

З огляду на викладене, емпатійний процес ми розглядаємо як когні-тивно-емотивну (інтелектуально-емоційну) взаємодію людини (істоти), яка потребує психологічної або іншої підтримки (об'єкт емпатії), із особою, яка здатна надати таку підтримку (суб'єкт емпатії).
Емпатогенна ситуація спричинює у об'єкта емпатії особливий емоційний стан, який при взаємодії «запускає» у суб'єкта емпатії механізм «емоційного зараження». Здатність до емоційного «зараження» притаманна тією чи іншою мірою кожній дорослій людині, хоча найяскравіше цей феномен виявляється в дітей раннього віку. Отже, суб'єкт емпатії переживає емоції, подібні до тих, які спостерігає у об'єкта. Підключення до цього процесу інтелектуальної діяльності мозку (аналіз ситуації, що спричинила переживання об'єкта емпатії, порівняння з аналогічною ситуацією власного життя, пригадування своїх почуттів) «запускає» психологічний механізм ідентифікації. Виникає співпереживання.
Проте інтелектуально-мнемічна діяльність може мати дещо інше спрямування. У таких випадках суб'єкт емпатії не спирається на власний досвід, а концентрується на характері ситуації та переживаннях об'єкта емпатії, намагається прогнозувати можливі наслідки обставин, їх вплив на об'єкт. Тобто, у думках та почуттях суб'єкта актуалізоване лише те, що пов'язане із об'єктом емпатії. У такому разі ідентифікація слабшає або не виникає взагалі. Натомість «спрацьовує» механізм децентрації, тобто, відсторонення суб'єкта емпатії від власних спогадів, думок, почуттів. Таким чином, виникає співчуття.
У деяких випадках, дорослі люди концентруються на інтелектуальній роботі психіки, намагаючись уникнути будь-яких переживань, і переходять до третьої фази емпатійного процесу — вчинково-дієвої, психологічний механізм якої складає гуманна дія, а точніше — гуманний вчинок.
Гуманний вчинок ми розуміємо як безкорисливу дію щодо інших осіб (істот), мотивом якої є потреба людини у створенні сприятливих умов для їх позитивного емоційного стану та життєдіяльності. Згідно з нашого наукового погляду, гуманний вчинок є, з одного боку, кінцевою фазою емпатійного процесу, з іншого — вищою формою прояву емпатії.
Можна виділити три основних фази перебігу емпатії, функціонування яких забезпечується різними психологічними механізмами.
I. Емотивно-когнітивна фаза емпатійного процесу.
Основні психологічні механізми цієї фази — це емоційне зараження у поєднанні з аналітико-мнемічною діяльністю та емпатійна ідентифікація.
Емпатійну ідентифікацію ми розуміємо як процес емоційно-почуттєвого поєднання суб'єкта емпатії з об'єктом емпатії внаслідок емаптійної взаємодії, прийняття чужих почуттів, переживань, як власних.
Результатом перебігу емотивно-когнітивної фази емпатійного процесу є співпереживання.
II. Почуттєва фаза емпатійного процесу.
Основним психологічним механізмом функціонування цієї фази є емпатійна децентрація, тобто подолання егоцентричних тенденцій, перетворення власних почуттів суб'єкта емпатії шляхом інтеріорізації переживань об'єкта емпатії. Ці процеси спричинюють виникнення співчуття.
III. Вчинково-дієва фаза емпатійного процесу.
Вона характеризується активним втручанням суб'єкта емпатії в ситуацію, що склалася у об'єкта емпатії, через специфічну дію — гуманний вчинок.

## Емпатичний гнів і страждання

### Гнів
Емпатичний гнів — це емоція, форма емпатичного дистресу. Емпатичний гнів відчувається в ситуації, коли інша людина або річ ображає когось іншого. Мартін Л. Хоффман каже: "На жаль, немає досліджень про внесок емпатичного гніву в просоціальні дії. Але цілком ймовірно, що, оскільки гнів у відповідь на захист себе «мобілізує енергію і робить людину здатною енергійно захищатися».
Емпатичний гнів має прямий вплив як на допомогу, так і на покарання. Емпатичний гнів можна розділити на дві підкатегорії: характерний емпатичний гнів і емпатичний гнів стану.
Також було досліджено зв'язок між емпатією та реакцією гніву на іншу людину, і два дослідження в основному показали, що чим вища здатність людини сприймати перспективу, тим менше вона гнівалась у відповідь на провокацію. Однак емпатійне занепокоєння не передбачало суттєвої реакції на гнів, а більший особистий дистрес був пов'язаний із збільшенням гніву.

### Страждання
Емпатичне страждання — це відчуття болю іншої людини. Це почуття може трансформуватися в емпатичний гнів, почуття несправедливості або провини. Ці емоції можна сприймати як просоціальні; однак погляди на те, чи служать вони мотивами моральної поведінки, розходяться.

## У професійній діяльності
Розвинена здатність до емпатії є професійно важливою рисою для людей, чия робота безпосередньо пов'язана з людьми (чиновники, керівники, продавці, менеджери персоналу, педагоги, психологи, психотерапевти та інші).
Для психотерапевтів розвинена здатність до емпатії виявилася досить важливою, щоб була розроблена техніка емпатичного слухання, яка допомагає розуміти емоційний стан співрозмовника.[джерело?]